# Manon Zijlmans
Manon Zijlmans (* 24. November 1998 in Tilburg) ist eine niederländische Handballspielerin im Hallen- und Beachhandball. Im Beachhandball ist sie niederländische Nationalspielerin.

## Persönliches
Manon Zijlmans studierte von 2016 bis 2019 International Businness Administration an der Universität Tilburg, 2018 von einem Semester an der High Point University unterbrochen. Nach Bachelor-Abschlüssen an beiden Universitäten setzte sie an der Radboud-Universität Nijmegen das Master-Studium in Innovation und Entrepreneurship fort und schloss es 2020 als Master of Science ab.

## Hallenhandball
Zijlmans spielt auf der Kreisläufer-Position. Sie begann im Alter von sechs Jahren beeinflusst von ihrem Vater, der als Student Handball spielte, in Tilburg mit dem Handballsport. 2017 wechselte sie von RHV aus Rijen zum Zweitligisten (Eerste divisie) PSV Eindhoven, und stieg nach der ersten Saison mit dem Verein in die dritte Liga ab. Nach drei Jahren bei PSV wechselte sie 2021 zum Erstligisten (Eredivisie) Cabooter HandbaL Venlo. Bei dem niederländischen Spitzenteam gab sie 2021 auch ihr Debüt im EHF European Cup. Im EHF European Cup bestritt sie in der 3. Runde gegen LK Zug ihre ersten beiden Spiele und erzielte auch im ersten Spiel ihr erstes Tor. Mit Venlo gewann sie 2022 und 2024 die niederländische Meisterschaft.
Zijlmans war für die niederländische Studentinnen-Handball-Auswahl für die European Universities Games 2021 in Belgrad vorgesehen, die jedoch aufgrund der COVID-19-Pandemie ausgefallen war.

## Beachhandball
Zijlmans spielt Beachhandball für den Verein OHC’01 in Oosterhout. Ihre erstes internationales
Turnier waren die 2019 erstmals ausgetragenen EUSA-Beachhandball-Meisterschaften, ein Turnier von Studentenmannschaften bei dem in Zagreb der Universitäts-Europameister ermittelt wurde, bei der sie mit der Auswahl der Universität Tilburg die Niederlande vertrat und den vierten Platz belegte.
Überraschend wurde Zijlmans kurz vor den Europameisterschaften 2019 in Stare Jabłonki, Polen als Nachrückerin für Lynn Klesser nachnominiert. Mit Anna Buter und Marit van Ede in der Offensive, Amber van der Meij in der Defensive und Lisanne Bakker als Torhüterin verstärkte sich die erfahrene Mannschaft um Daniëlle Rozing, die Schwestern Rianne und Krista Mol, Kim Schuurbiers, Claudia ter Wal und Isabel Barnard  mit jungen Spielerinnen, die im Herbst zuvor erfolgreich bei den Olympischen Jugend-Sommerspiele 2018 in Buenos Aires gespielt, und als Viertplatzierte nur knapp eine Medaille verpasst hatten. Zijlmans war altersmäßig das Bindeglied zwischen den älteren und jüngeren Spielerinnen.

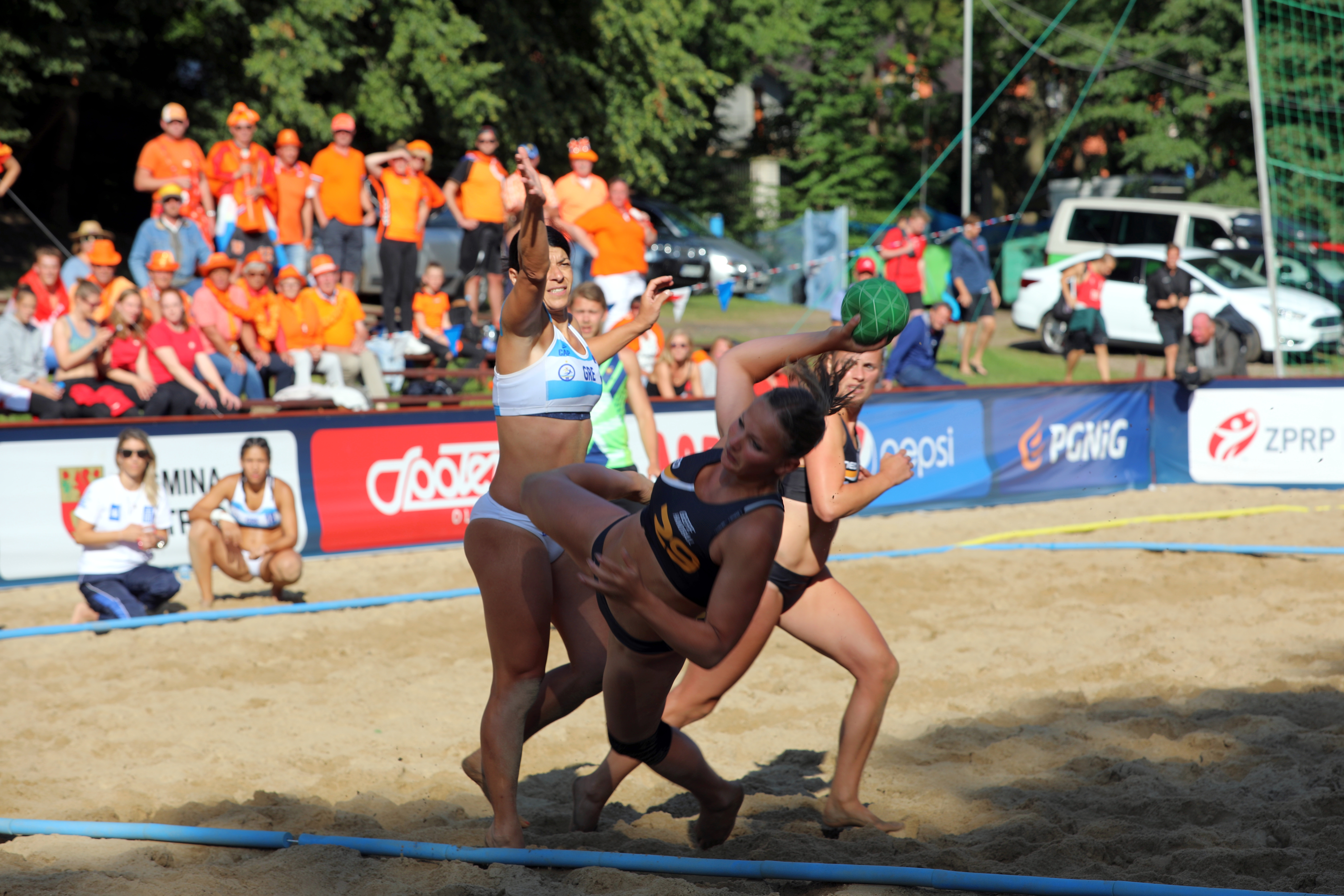
Zijlmans beim Torwurf gegen Eleni Poimenidou im Viertelfinalspiel gegen Griechenland bei der EM 2019

In der Vorrunde besiegten die Niederländerinnen zunächst Rumänien und die Türkei. Gegen Kroatien wurde im Shootout verloren, Zijlmans kam in diesem Spiel nicht zum Einsatz. Es folgte ein Sieg im Shootout über Norwegen. Hinter Norwegen zogen die „Oranjes“ als Zweitplatzierte ihrer Vorrundengruppe in die Hauptrunde ein. Das erste Spiel in der Hauptrunde war ein klarer Sieg über Polen und auch das folgende Spiel gegen die langjährigen Konkurrenten aus Ungarn wurde gewonnen. Gegen Polen war Zijlmans gemeinsam mit Bakker und Rozing mit je sechs erzielten Punkten die beste Scorerin für die Niederlande. Nach dem abschließenden Sieg über Portugal zogen die Niederländerinnen als Zweitplatzierte der Hauptrunde hinter Kroatien in die Viertelfinalspiele ein, wo sie auf den amtierenden Überraschungs-Weltmeister Griechenland trafen, der im Shootout besiegt wurde. Zijlmans war nach Krista Mol mit zehn erzielten Punkten zweitbestes Torschützin ihrer Mannschaft. Im Halbfinale kam es einmal mehr zum Duell mit Ungarn, das in zwei Sätzen verloren wurde. Im abschließenden Spiel um die Bronzemedaille wurde Kroatien dieses Mal geschlagen und vor allem im ersten Durchgang fast deklassiert, Zijlmans wurde in diesem Spiel nicht mehr eingesetzt. Es war der größte Erfolg einer weiblichen Nationalmannschaft der Niederlande bei Europameisterschaften bis dahin. Sie kam in acht der zehn möglichen Spiele zum Einsatz und erzielte 48 Punkte.
2021 konnte Zijlmans den Erfolg der vorherigen EM mit den Niederländerinnen nicht wiederholen. Der Start in das Turnier war mit zwei Siegen über Portugal und Rumänien noch gelungen, das dritte Spiel der Vorrunde wurde indes gegen Deutschland verloren. Als Zweitplatzierte der Gruppe zogen sie in die Hauptrunde, wo nach einem Sieg über Griechenland eine Niederlagen gegen Polen und ein weiterer Sieg über Frankreich folgten. Auch die Hauptrunde schloss Zijlmans mit den Niederlanden als Zweitplatzierte Mannschaft ab und traf im Viertelfinale auf Norwegen, gegen das im Shootout verloren wurde. Es folgten die Platzierungsspiele, von denen das erste gegen Polen gewonnen und das letzte gegen verloren wurde. Beide Spiele wurden erst im Shootout entschieden. Am Ende belegten die Niederländerinnen den sechsten Rang. Zijlmans bestritt alle neun Spiele und erzielte 35 Punkte.

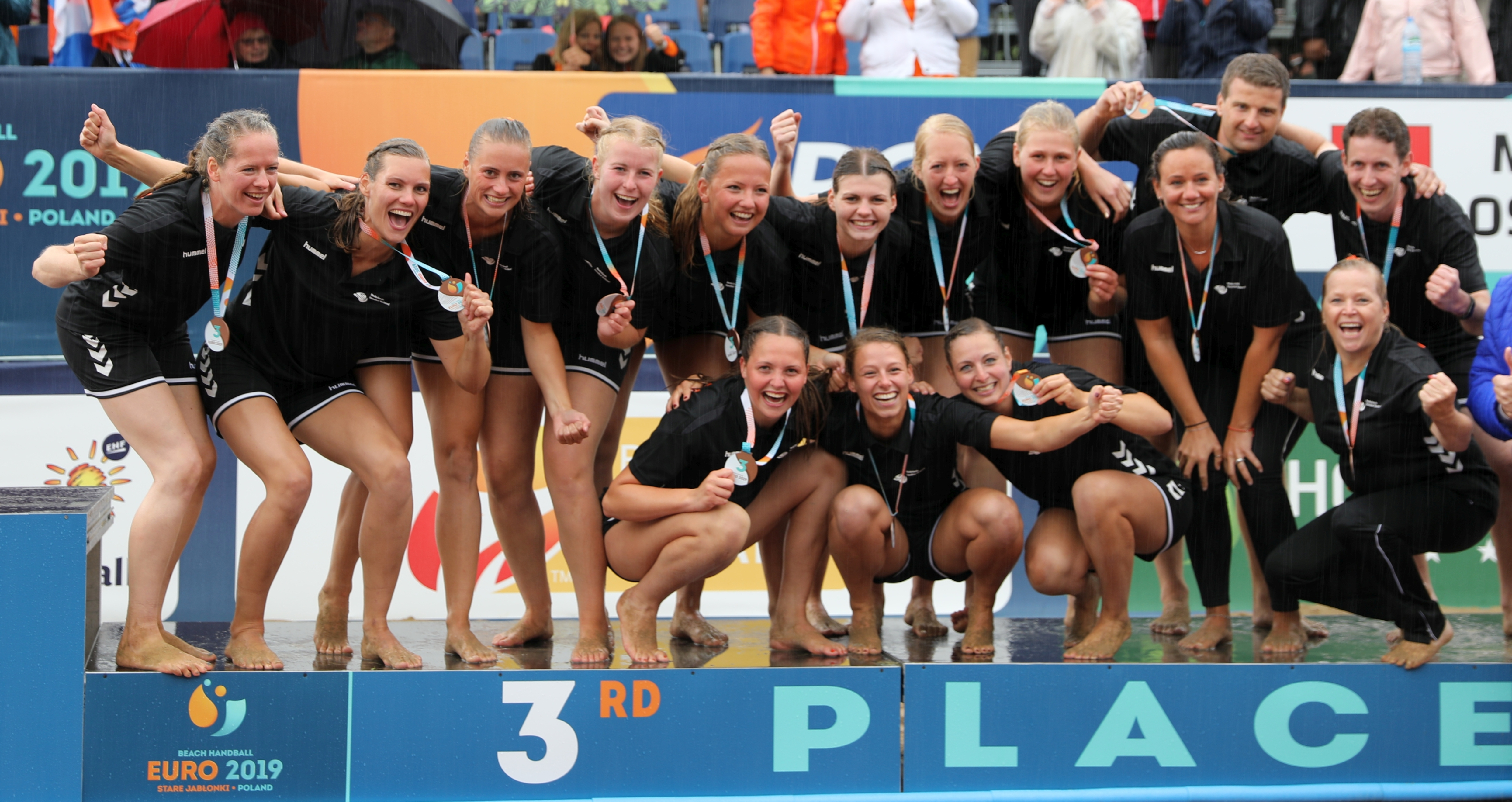
Das niederländische Team mit der Bronzemedaille bei den Europameisterschaften 2019

## Einzelbelege
1. ↑  LinkedIn-Profil
2. ↑  DPG Media Privacy Gate. Abgerufen am 1. Dezember 2021.
3. ↑  DPG Media Privacy Gate. Abgerufen am 1. Dezember 2021.
4. ↑  http://history.eurohandball.com/ec/ct/women/2021-22/round/3/Round+3
5. ↑  Dames 1 Beach. In: OHC'01 Handbalvereniging Oosterhout. Abgerufen am 1. Dezember 2021 (niederländisch).
6. ↑  EUSA. Abgerufen am 1. Dezember 2021.
7. ↑  Oranje. Abgerufen am 29. Januar 2021 (niederländisch).
8. ↑  European Handball Federation - 2019 Women's ECh Beach Handball / Match Details. Abgerufen am 6. Juli 2020 (englisch).
9. ↑  European Handball Federation - 2019 Women's ECh Beach Handball / Match Details. Abgerufen am 6. Juli 2020 (englisch).
10. ↑  European Handball Federation - 2019 Women's ECh Beach Handball / Match Details. Abgerufen am 6. Juli 2020 (englisch).
11. ↑  Claudia ter Wal verovert bronzen medaille op het EK | Handbalvereniging PCA Kwiek. Ehemals im Original (nicht mehr online verfügbar); abgerufen am 12. Dezember 2020. (Seite nicht mehr abrufbar. Suche in Webarchiven)
12. ↑  European Handball Federation - 2019 Women's ECh Beach Handball / Match Details. Abgerufen am 6. Juli 2020 (englisch).
13. ↑  European Handball Federation - 2021 Women's ECh Beach Handball / Final Tournament. Abgerufen am 2. Dezember 2021 (englisch).

| Personendaten    | Personendaten                     |
| ---------------- | --------------------------------- |
| NAME             | Zijlmans, Manon                   |
| KURZBESCHREIBUNG | niederländische Handballspielerin |
| GEBURTSDATUM     | 24. November 1998                 |
| GEBURTSORT       | Tilburg                           |